# Kaci Battaglia
Kaci Battaglia, Kaci, właściwie Kaci Lyn Battaglia (ur. 3 października 1987 w Clearwater) – amerykańska piosenkarka. Nagrała trzy albumy studyjne A Thousand Stars (1998), Paradise (2001) i Bring It On (2010).

## Dyskografia

### Albumy studyjne
| Rok                         | Dane dot. albumu                                                                                | Najwyższe pozycje na listach |
| Rok                         | Dane dot. albumu                                                                                | GBR                          |
| --------------------------- | ----------------------------------------------------------------------------------------------- | ---------------------------- |
| 1998                        | A Thousand Stars - Wydany: 1998 - Format: CD                                                    | –                            |
| 2001                        | Paradise - Wydany: 2001 - Wytwórnia: Curb Records - Format: CD                                  | 47                           |
| 2010                        | Bring It On - Wydany: 21 września 2010 - Wytwórnia: Curb Records - Format: CD, digital download | –                            |
| „–” album nie był notowany. |                                                                                                 |                              |

### Single
| Rok                          | Tytuł                                 | Najwyższe pozycje na listach |
| Rok                          | Tytuł                                 | GBR                          |
| ---------------------------- | ------------------------------------- | ---------------------------- |
| 2001                         | „Paradise”                            | 11                           |
| 2001                         | „Tu Amor”                             | 24                           |
| 2002                         | „I Think I Love You”                  | 10                           |
| 2002                         | „I’m Not Anybody’s Girl”              | 55                           |
| 2005                         | „I Will Learn to Love Again”          | –                            |
| 2007                         | „Can’t Help Myself”                   | –                            |
| 2009                         | „Crazy Possessive (I’ll Muck You Up)” | –                            |
| 2010                         | „Body Shots” (feat. Ludacris)         | –                            |
| „–” singel nie był notowany. |                                       |                              |